# Hilaira tuberculifera
Hilaira tuberculifera är en spindelart som beskrevs av Yu-hua Sha och Zhu 1995. Hilaira tuberculifera ingår i släktet Hilaira och familjen täckvävarspindlar. Inga underarter finns listade i Catalogue of Life.